# James Colby
James Leo Colby (Arlington, 20 settembre 1961 – New York, 23 febbraio 2018) è stato un attore statunitense.

## Biografia
Debuttò in televisione nel 1992 in Law & Order, serie a sei episodi della quale prese parte; l'anno successivo esordì sul grande schermo in Cronisti d'assalto.
Tra le sue apparizioni più note figurano quelle in The Amazing Spider-Man 2, Boston e A proposito di Davis.
Prese parte a diverse serie televisive tra cui Taxi Brooklyn in cui interpretò il ruolo del capitano John Baker nei 12 episodi della serie..
Fu sposato con l'attrice Alyssa Bresnahan durante gli ultimi dieci anni della sua vita.
Le cause della sua morte, avvenuta il 23 febbraio 2018 a 56 anni, non sono state rese note.

## Filmografia

### Cinema
- Cronisti d'assalto (The Paper), regia di Ron Howard (1994)
- Riccardo III - Un uomo, un re (Looking for Richard), documentario, regia di Al Pacino (1996)
- The Peacemaker, regia di Mimi Leder (1997)
- The Opponent, regia di Eugene Jarecki (2000)
- Solitary Man, regia di Brian Koppelman e David Levien (2009)
- The Company Men, regia di John Wells (2010)
- Loop Planes, cortometraggio, regia di Robin Wilby (2010)
- Tower Heist - Colpo ad alto livello (Tower Heist), regia di Brett Ratner (2011)
- Safe, regia di Boaz Yakin (2012)
- Quel che sapeva Maisie (What Maisie Knew), non accreditato, regia di Scott McGehee e David Siegel (2012)
- A proposito di Davis (Inside Llewyn Davis), regia di Joel ed Ethan Coen (2013)
- C'era una volta a New York (The Immigrant), regia di James Gray (2013)
- Clutter, regia di Diane Crespo (2013)
- The Amazing Spider-Man 2 - Il potere di Electro (The Amazing Spider-Man 2), regia di Marc Webb (2014)
- Chi è senza colpa (The Drop), regia di Michaël R. Roskam (2014)
- Keep in Touch, regia di Sam Kretchmar (2015)
- Demolition - Amare e vivere (Demolition), regia di Jean-Marc Vallée (2015)
- Anathomy Of The Tide, regia di Joel Strunk (2015)
- Boston - Caccia all'uomo (Patriots Day), regia di Peter Berg (2016)

### Televisione
- Law & Order - I due volti della giustizia (Law & Order) - serie TV, 6 episodi (1992-2008)
- Tribeca – serie TV, episodio 1x02 (1993)
- New York Undercover - serie TV, 2 episodi (1994-1995)
- Così gira il mondo (As the World Turns) - soap opera (1998)
- I viaggiatori (Sliders) - serie TV, episodio 5x10 (1999)
- NYPD - New York Police Department (NYPD Blue) - serie TV, 2 episodi (1999-2004)
- Profiler - Intuizioni mortali (Profiler) - serie TV, 2 episodi (1999-2000)
- Ultime dal cielo (Early Edition) - serie TV, episodio 4x22 (2000)
- The Practice - Professione avvocati (The Practice) - serie TV, 1 episodio (2000)
- In tribunale con Lynn (Family Law) - serie TV, episodio 3x17 (2002)
- Law & Order: Criminal Intent - serie TV, 2 episodi (2002-2008)
- E.R. - Medici in prima linea (ER) - serie TV, episodio 9x12 (2003)
- Law & Order - Unità vittime speciali (Law & Order: Special Victims Unit) - serie TV, 2 episodi (2004-2009)
- Blind Justice - serie TV, episodio 1x11 (2005)
- Waterfront - serie TV, 6 episodi (2006)
- Mercy - serie TV, episodio 1x03 (2009)
- Blue Bloods - serie TV, 2 episodi (2010)
- La guerra di Madso (Madso's War) - film TV, regia di Walter Hill (2010)
- Body of Proof - serie TV, episodio 1x08 (2011)
- Rescue Me - serie TV, episodio 7x05 (2011)
- The Big C - serie TV, episodio 3x06 (2012)
- Person of Interest - serie TV, episodio 2x11 (2013)
- Deception - serie TV, 3 episodi (2013)
- The Blacklist - serie TV, episodio 1x16 (2014)
- Taxi Brooklyn - serie TV, 12 episodi (2014)
- Unforgettable - serie TV, episodio 3x10 (2014)
- Gotham - serie TV, episodio 1x03 (2014)
- Forever - serie TV, episodio 1x05 (2014)
- Blindspot - serie TV, episodio 1x08 (2015)
- Jessica Jones - serie TV, episodio 1x08 (2015)
- Chicago P.D. - serie TV, 2 episodi (2015-2018)
- Madoff - miniserie TV, 4 episodi (2016)
- Limitless - serie TV, episodio 1x15 (2016)
- Divorce - serie TV, episodio 1x01 (2016)
- Empire - serie TV, 6 episodi (2017-2018)
- Taken - serie TV, episodio 2x11 (2018)

## Doppiatori italiani
Nelle versioni in italiano delle opere in cui ha recitato, James Colby è stato doppiato da:
- Roberto Stocchi in Blue Bloods, Law & Order - Unità vittime speciali (ep. 11x07)
- Paolo Buglioni in Safe, Taxi Brooklyn
- Mauro Magliozzi in Chi è senza colpa, Jessica Jones
- Stefano Thermes in Madoff, The Big C
- Massimo Lodolo in Profiler - Intuizioni mortali
- Riccardo Lombardo in Law & Order: Criminal Intent (ep.1x14)
- Francesco Orlando in Law & Order: Criminal Intent (ep.7x18)
- Maurizio Reti in Law & Order - I due volti della giustizia (ep.12x07)
- Gianluca Machelli in Law & Order - I due volti della giustizia (ep.19x07)
- Massimo Corvo in Law & Order - Unità vittime speciali (ep. 5x19)
- Sergio Di Giulio in Body of Proof
- Ambrogio Colombo in Quel che sapeva Maisie
- Achille D'Aniello in Person of Interest
- Roberto Chevalier in Forever
- Davide Marzi in Gotham
- Vittorio Guerrieri in Blindspot
- Roberto Draghetti in Demolition - Amare e vivere
- Sergio Lucchetti in Chicago P.D. (ep. 2x10)
- Raffaele Palmieri in Chicago P.D. (ep. 5x16)
- Daniele Valenti in Unforgettable
- Paolo Maria Scalondro in Boston - Caccia all'uomo